# Carpasio
Carpasio est une ancienne commune italienne de la province d'Imperia dans la région Ligurie en Italie. Le 1er janvier 2018 elle fusionne avec Montalto Ligure sous le nom de Montalto Carpasio.

## Administration
| Période                                  | Période | Identité | Étiquette | Qualité |
| ---------------------------------------- | ------- | -------- | --------- | ------- |
|                                          |         |          |           |         |
| Les données manquantes sont à compléter. |         |          |           |         |

### Communes limitrophes
Borgomaro, Molini di Triora, Montalto Ligure, Prelà, Rezzo (Italie)